# Tenrec d'arrossar
Els tenrecs d'arrossar (Oryzorictes) són un gènere de tenrecs. Les seves adaptacions a un estil de vida subterrani fan que tinguin un cos similar al dels talps.
El grup conté dues espècies, ambdues endèmiques de Madagascar:
- Tenrec d'arrossar central (Oryzorictes hova)
- Tenrec d'arrossar tetradàctil (Oryzorictes tetradactylus)